# أرشيبالد ستيوارت (نقابي)
أرشيبالد ستيوارت (بالإنجليزية: Archibald Stewart)‏ هو نقابي أسترالي، ولد في 30 ديسمبر 1867، وتوفي في 29 مايو 1925.